# Jan Antoni Jacek Boucharenc de Chaumeils
Jan Antoni Jacek Boucharenc de Chaumeils, (fra) Jean-Antoine-Hyacinthe Boucharenc de Chaumeils (ur. 7 czerwca 1738 w Pradelle, zm. 2 września 1792 w Paryżu) – błogosławiony Kościoła katolickiego, męczennik, ofiara antykatolickich prześladowań okresu rewolucji francuskiej.
Po ukończeniu studiów na paryskiej Sorbonie w 1762 roku otrzymał święcenia kapłańskie. W toku dalszych studiów teologicznych w 1773 roku uzyskał doktorat. Pracował następnie w seminarium św. Marcelego, gdzie od 1775 roku był rektorem. W siedem lat później został mianowany wikariuszem generalnym w Viviers. W okresie gdy w rewolucyjnej Francji nasiliło się prześladowanie katolików, został aresztowany, a następnie przewieziony do klasztoru karmelitów i 2 września 1792 roku został tam zamordowany. Był jednym z oddanych przez komisarza Violette`a w ręce zgromadzonego tłumu odmawiających złożenia przysięgi na cywilną konstytucję kleru, zasieczonych szablami i bagnetami, a którzy uszli z rozpoczętej wcześniej masakry w ogrodzie. Ofiary mordu zostały pochowane w zbiorowych mogiłach na terenie cmentarza Vaugirard, część z nich wrzucono do studni klasztornej, a po ekshumacji w 1867 roku ich relikwie spoczęły w krypcie kościoła karmelitów. Był jedną z ofiar tak zwanych masakr wrześniowych, w których zginęło 300 duchownych, ofiar nienawiści do wiary (łac) odium fidei.
Dzienna rocznica śmierci jest dniem, kiedy wspominany jest w Kościele katolickim.
Jan Antoni Jacek Boucharenc de Chaumeils znalazł się w grupie 191 męczenników z Paryża beatyfikowanych przez papieża Piusa XI 17 października1926.